# United 93
United 93 är en amerikansk biografisk film baserad på 11 september-attackerna mot USA 2001, då fyra kapade plan flögs in i strategiska mål på USA:s östkust. Filmen utspelar sig huvudsakligen ombord på ett av de fyra planen, United Airlines Flight 93, vars mål man tror var Vita huset eller Kapitolium, men som med hjälp av passagerarna havererade på ett fält i Shanksville utanför Pittsburgh i Pennsylvania.
Filmen nominerades till två Oscar för bästa regi och bästa klippning på Oscarsgalan 2007, men förlorade båda nomineringarna till Martin Scorseses The Departed. 